# Titanosauridae

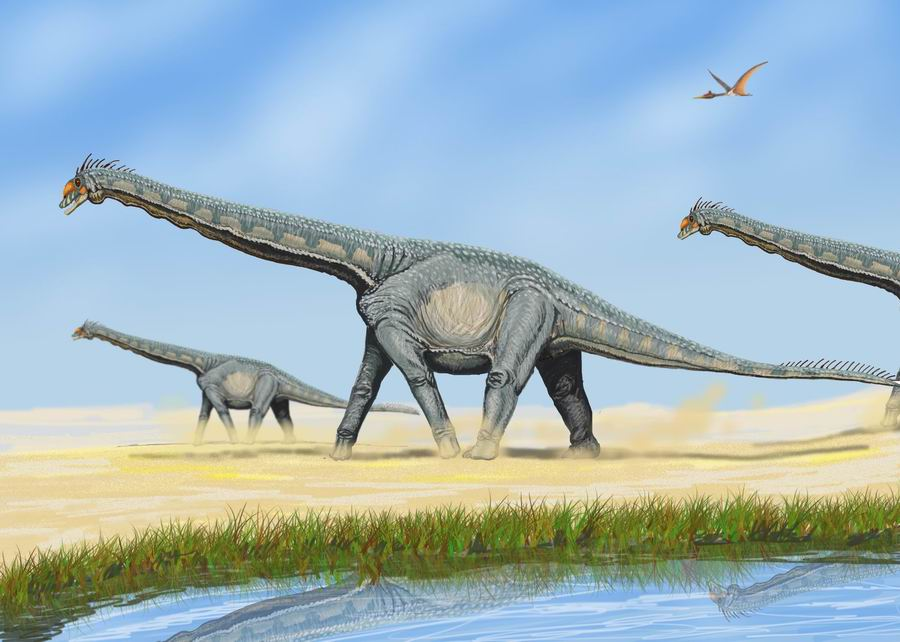
Artistieke weergave van Alamosaurus

De Titanosauridae zijn een groep dinosauriërs behorend tot de Titanosauria. De naam Titanosauridae is sinds 2003 in onbruik geraakt; een min of meer equivalente term is Lithostrotia.
In 1895 benoemde Lydekker een familie Titanosauridae om Titanosaurus een plaats te geven.
De eerste definitie als klade was in 1997 door Salgado: de groep omvattende de laatste gemeenschappelijke voorouder van Epachthosaurus scuittoi, Malawisaurus dixeyi, Argentinosaurus huinculensis, Titanosauridae indet. (DGM “Serie B”), Opisthocoelicaudia skarzynskii, Aeolosaurus, Alamosaurus sanjuanensis, de Saltasaurinae en al zijn afstammelingen. Deze definitie, ten dele gebaseerd op nog onbeschreven materiaal en verder ongedefinieerde groepen, blonk niet uit door exactheid.
In 2003 kwam Gonzalez-Riga met een afwijkende definitie die althans wat korter was: de groep bestaande uit de laatste gemeenschappelijke voorouder van Malawisaurus, Epachthosaurus, Argentinosaurus, Opisthocoelicaudia, Aeolosaurus, Alamosaurus, de Saltisaurinae en al zijn afstammelingen. Ook hier had men in wezen een groot aantal in morfologie meer afgeleide titanosauriërs bijeen geplaatst, zonder een duidelijk beeld te hebben van hun onderlinge verwantschap. Dit was echter een correcte benadering van wat het begrip "titanosauridae" traditioneel aan inhoud gehad had.
In 2003 kwam Salgado met een simpeler definitie: de groep bestaande uit de laatste gemeenschappelijke voorouder van Epachtosaurus en Saltasaurus en al zijn afstammelingen. De inhoud hiervan was meer beperkt.
In 2003 toonden Wilson en Upchurch echter aan dat het holotype van de naamgevende soort Titanosaurus zo slecht is dat dit genus als een nomen dubium moet worden beschouwd. Volgens de traditionele conventies van taxonomische naamgeving maakt dit alle ervan afgeleide familienamen (Titanosaurinae, Titanosauridae en Titanosauroidea) ongeldig. Sindsdien wordt de term in de meeste literatuur vermeden, hoewel sommigen hem nog gebruiken. Upchurch en collega's stelden in 2004 Lithostrotia als alternatief voor.